# Adamstown Heights
Adamstown Heights ist ein Ort in New South Wales, Australien.

## Geographie
Adamstown Heights liegt in den Vororten von Newcastle, etwa sechs Kilometer südwestlich (Luftlinie) der Innenstadt. Die Hügel erreichen hier rund 100 m. Im Nordwesten am Hügelfuß liegt Adamstown. Gegen Südosten zur rund zwei Kilometer entfernten Küste erstreckt sich die Glenrock State Conservation Area, ein Naturschutzgebiet.
Durch Adamstown Heights führen bedeutende Verkehrsachsen von Newcastle nach Süden.
Nahezu die gesamte Fläche von Adamstown Heights wird von der Local Government Area Newcastle City verwaltet. Der südliche Teil liegt auf dem Gebiet der LGA Lake Macquarie City.
Mit 2352 Einwohnern/km² ist der Ort dicht besiedelt.

## Demographie
Mit Stand von 2021 hatte Adamstown Heights 5621 Einwohner, von denen 5310 die australische Staatsangehörigkeit besitzen.  163 Personen im Ort sind Aborigines. Weitere 5 Einwohner sind Torres-Strait-Insulaner.
Insgesamt 138 Menschen aus Adamstown Heights wurden in England geboren. Weitere Einwohner, die im Ausland geboren wurden, kommen aus Nordmazedonien (71), Neuseeland (64) und Italien (37).
Das Medianalter liegt bei 39 Jahren. Das mittlere Einkommen pro Person beträgt 983 Australische Dollar, das mittlere Haushaltseinkommen liegt bei 2325 AUD, womit es zu den höheren Haushaltseinkommen im landesweiten Vergleich (1746 AUD) zählt.

## Öffentliche Einrichtungen
In Adamstown Heights gibt es zwei Schulen, die Belair Public School und die Kotara High School. Weiterhin gibt es neun Parks sowie drei öffentliche Sportstätten.